# Avalon Jazz Band
De Avalon Jazz Band is een jazzband uit New York rondom zangeres Tatiana Eva-Marie.

## Biografie
De internationale band werd opgericht in 2012 door Zwitserse zangeres Tatiana Eva-Marie en de Franse violist Adrien Chevalier in Brooklyn in New York. De "Avalon Jazz Band" is genoemd naar het fictieve eiland Avalon uit de Arthurlegende. De band treedt vooral op in New York en Parijs, en ook op wereldtournees met artiesten zoals Norah Jones, Harry Connick jr. en Stéphane Wrembel.

## Stijl en invloeden
De band speelt zowel eigen composities als covers. Het repertoire is geïnspireerd op het klassieke Franse chanson en Jazzstandardss (Great American Songbook) uit de Jazz Age, New Orleans Jazz, hot jazz, franse-swing en gipsyjazz uit de jaren ‘30 en ’40. De band speelt covers van o.a. Django Reinhardt en Stéphane Grappelli (oprichters van Hot Club de France), Charles Trenet en Johnny Hess, Yves Montand, Henri Salvador, Ray Ventura, Jean Sablon, Juliette Gréco, Lucienne Delyle, Frank Sinatra, Nat King Cole, Fats Waller en Cole Porter.

## Bandleden en gastmuzikanten
De Avalon Jazz Band bestond oorspronkelijk uit de Zwitserse zangeres Tatiana Eva-Marie, Franse violist Adrien Chevalier, Bosnische gitarist Koran Agan en Braziliaanse bassist Eduardo Belo.
De band wordt voor live optredens, opnames voor social media en albums naar behoefte uitgebreid en aangevuld. Door de jaren heen wijzigde de ‘vaste’ samenstelling van de band ook regelmatig. Onder andere gitaristen Olli Soikkeli, Sara L'Abriola, Duved Dunayevski en Michael Valeanu, bassisten Brandi Disterheft, Elias Bailey, Leigh Barker en Julian Smith, violist Daniel Garlitsky, accordeonisten Dallas Vietty, Kate Dunphy en Roberto Gervasi, glockenspieler Jake Chapman, percussionist Stéphane Séva en blazers waaronder saxofonist Patrick Bartley jr., saxofonist/klarinettist Danny Lipsitz, klarinettist Oran Etkin en rietblazer Adrian Cunningham waren als gastmuzikant of ‘vast’ bandlid actief.
In 2021 bestaat de band uit zangeres Tatiana Eva-Marie, gitarist Vinny Raniolo uit Hempstead (NY), bassist Wallace Stelzer uit Houston TX en violist Gabe Terracciano uit Portland ME.

## Discografie
Albums
- My Gypsy Jazz Chrismas (2012)
- I Wish You Love (2016)
- Je Suis Swing (2016)
- Paris (2019)
- Wintertime Dreams: A Parisian Christmas (2019)
- We'll Meet Again (2021)

## Populaire YouTube Videos
De Avolon Jazz Band publiceert sinds 2011 regelmatig nieuwe muziek op social media.
| Nummer                       |       | Datum           | Views (mil.) | YouTube-kanaal                           |        |
| ---------------------------- | ----- | --------------- | ------------ | ---------------------------------------- | ------ |
| Bésame Mucho                 | cover | 31 maart 2020   | 10,42        | Tatiana Eva-Marie & the Avalon Jazz Band | [ 17 ] |
| I Love Paris                 | cover | 25 oktober 2014 | 8,66         | Tatiana Eva-Marie & the Avalon Jazz Band | [ 18 ] |
| Que Reste-t-il De Nos Amours | cover | 20 juli 2015    | 4,46         | Tatiana Eva-Marie & the Avalon Jazz Band | [ 19 ] |
| Ménilmoment                  | cover | 17 oktober 2012 | 6,19         | Tatiana Eva-Marie & the Avalon Jazz Band | [ 20 ] |
| La Mer (Beyond The Sea)      | cover | 2 augustus 2020 | 3,73         | Tatiana Eva-Marie & the Avalon Jazz Band | [ 21 ] |
| Si tu vois ma mère           | cover | 7 januari 2020  | 2,89         | Tatiana Eva-Marie & the Avalon Jazz Band | [ 22 ] |
| Bonjour Sourire              | cover | 25 juli 2016    | 1,97         | Tatiana Eva-Marie & the Avalon Jazz Band | [ 23 ] |